# ヴァシリ・ベレズツキー
ヴァシーリー・ベレズツキー（ロシア語: Василий Владимирович Березуцкий, 1982年6月20日 - ）は、ロシアの元サッカー選手、サッカー指導者。元ロシア代表。ポジションはディフェンダー。現在はロシアサッカー・プレミアリーグ・FCクラスノダールのアシスタントコーチを務めている。 

## 来歴

### クラブ
2000年、トルペドZIL-モスクワで、17歳ながらもプロデビューを飾る。2002年にCSKAモスクワに加入。2004年に加入したセルゲイ・イグナシェヴィッチとはコンビを組む事が多く抜群の相性を誇る。189cmの長身で空中戦が得意。サイドバックやウイングバック、サイドハーフとしてもプレイする事が出来る。CSKAではリーグ戦優勝、カップ戦優勝に貢献し2005年にはUEFAカップ優勝を成し遂げた。2011年12月7日、UEFAチャンピオンズリーグ 2011-12 グループリーグのインテル戦 (2-1)では、後半41分にコーナーキックからのセンタリングを頭で合わせてに得点を決めた。同時刻に行われていた、リール対トラブゾンスポルの試合は引き分けに終わり、一方のCSKAは2-1のリードを守りきり試合は終了。CSKAモスクワの決勝トーナメント進出に貢献をした。2018年7月21日、双子の弟のアレクセイ・ベレズツキーと共に現役引退を発表した。

### 代表
2003年6月7日、スイス代表戦でロシア代表デビューを果たした。
2007年9月8日、UEFA EURO 2008予選のマケドニア戦で代表初ゴールを決めた。UEFA EURO 2008ではベスト4に貢献した。
UEFA EURO 2012予選ではアンドレイ・アルシャヴィンとともに全10試合先発出場を果たした。2012年5月11日、UEFA EURO 2012に向けた代表候補の26人に選出されたものの、同月20日に太ももの負傷により、メンバーから離脱することになった。
2014 FIFAワールドカップに出場するメンバーに選出され、怪我で離脱したロマン・シロコフの代役としてキャプテンに任命された。選定の理由が「英語が話せるから」とのこと。なお弟のアレクセイは予備登録30人に選ばれたものの、クラブで出場機会を減らした影響もあり、23人に選ばれず、バックアップメンバーに回った。

### 指導者
現役引退後は弟アレクセイとともにレオニード・スルツキー監督のアシスタントコーチとしてSBVフィテッセで指導者としてのキャリアをスタートさせた。フィテッセ退団後、キャリアを通じてアレクセイとは初めて別々の道を歩み始め、2020年8月にヴィクトル・ゴンチャレンコ監督率いるCSKAモスクワのアシスタントコーチに就任。2021年2月にはアレクセイも同チームのアシスタントコーチに就任した。
2021年4月6日、ゴンチャレンコ監督率いるFCクラスノダールのアシスタントコーチに就任した。

## 人物
- PFC CSKAモスクワのチームメイトで、同じくロシア代表のアレクセイ・ベレズツキは双子の弟。
- 2009年10月にオルガと結婚。2010年4月に息子のウラジーミルが誕生した。
- CSKAモスクワのスポンサーになっている韓国の現代自動車のテレビCMにイゴール・アキンフェエフ、本田圭佑とともに出演している。
- EAスポーツが手掛けるサッカーゲームFIFA12 ワールドクラスサッカーのロシア版で表紙に選ばれた[4]。
- アレクセイとの見分け方は本人たち曰く「鼻が曲がっているほうがヴァシリ」[5]。

## 代表歴

### 出場大会
- ロシア代表
  - 2014 FIFAワールドカップ

### 試合数
- 国際Aマッチ 101試合 5得点（2003年-2016年）[6]

| ロシア代表 | 国際Aマッチ | 国際Aマッチ |
| 年         | 出場        | 得点        |
| ---------- | ----------- | ----------- |
| 2003       | 2           | 0           |
| 2004       | 0           | 0           |
| 2005       | 8           | 0           |
| 2006       | 6           | 0           |
| 2007       | 9           | 1           |
| 2008       | 8           | 0           |
| 2009       | 9           | 1           |
| 2010       | 7           | 0           |
| 2011       | 11          | 0           |
| 2012       | 7           | 0           |
| 2013       | 7           | 1           |
| 2014       | 13          | 1           |
| 2015       | 5           | 0           |
| 2016       | 9           | 1           |
| 通算       | 101         | 5           |

### 得点
| #  | 開催年月日    | 開催地               | 対戦国             | スコア | 結果 | 試合概要                                |
| -- | ------------- | -------------------- | ------------------ | ------ | ---- | --------------------------------------- |
| 1. | 2007年9月8日  | モスクワ             | 北マケドニア       | 1-0    | 3-0  | EURO2008予選                            |
| 2. | 2009年9月5日  | サンクトペテルブルク | リヒテンシュタイン | 1-0    | 3-0  | 2010 FIFAワールドカップ・ヨーロッパ予選 |
| 3. | 2013年9月10日 | サンクトペテルブルク | イスラエル         | 1-0    | 3-1  | 2014 FIFAワールドカップ・ヨーロッパ予選 |
| 4. | 2014年6月6日  | モスクワ             | モロッコ           | 1-0    | 2-0  | 親善試合                                |
| 5. | 2016年6月11日 | マルセイユ           | イングランド       | 1-1    | 1-1  | UEFA EURO 2016                          |

## 獲得タイトル
PFC CSKAモスクワ
- ロシアサッカー・プレミアリーグ：6回 (2003, 2005, 2006, 2012-13, 2013-14, 2015-16)
- ロシア・カップ：7回 (2002, 2005, 2006, 2008, 2009, 2011, 2013)
- ロシア・スーパーカップ：5回 (2004, 2006, 2007, 2009, 2013)
- UEFAカップ：1回 (2005)